# Bernhard Klausnitzer

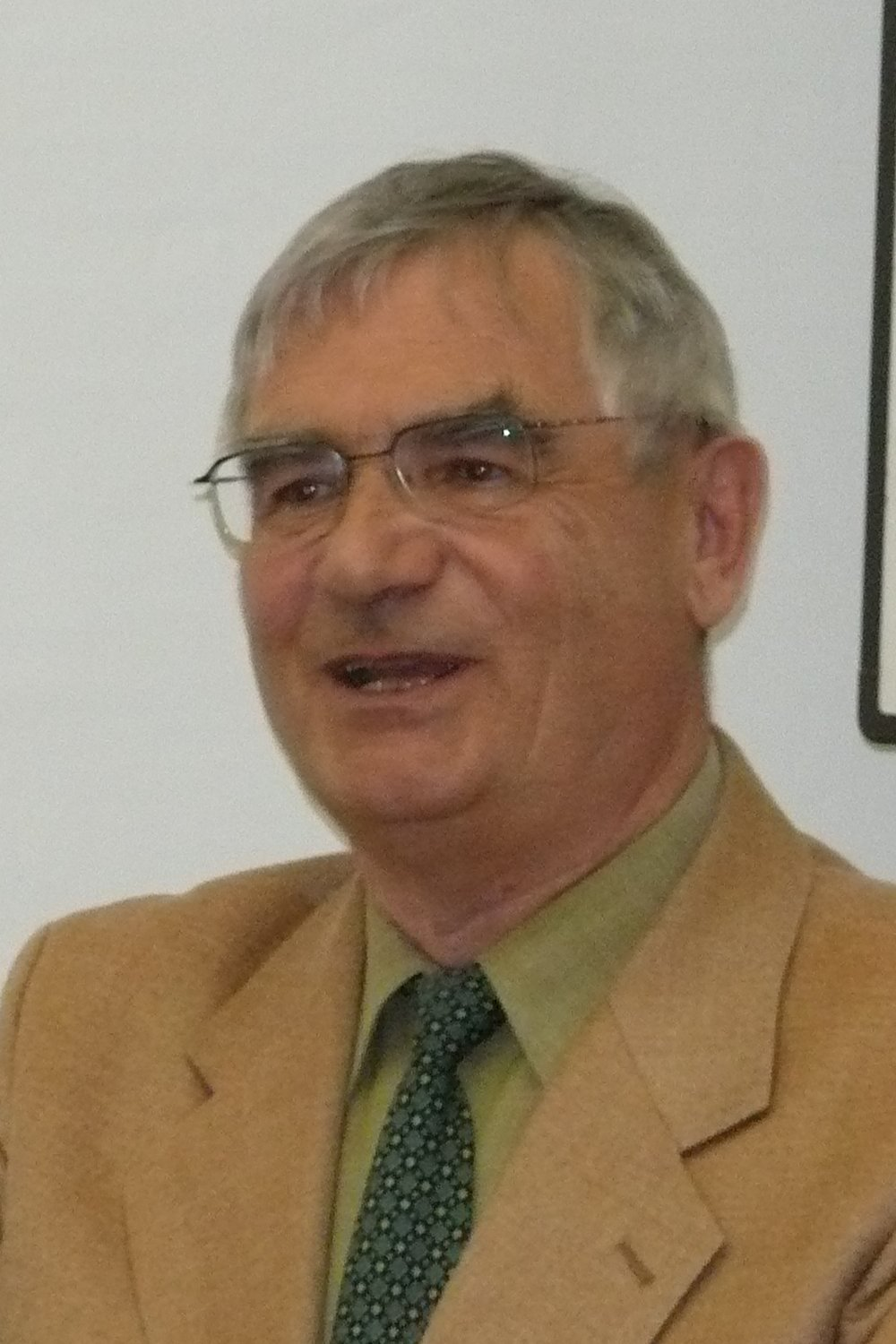
Bernhard Klausnitzer 2010

Bernhard Klausnitzer (* 21. Oktober 1939 in Bautzen) ist ein deutscher Entomologe, der besonders im Bereich der Käfer (Coleoptera) forscht, Chefredakteur der Entomologischen Nachrichten und Berichte sowie Mitglied des Redaktionsbeirates, Herausgeber und Schriftleiter verschiedener entomologischer Zeitschriften des In- und Auslandes.

## Leben
Klausnitzer studierte Biologie an der Universität Jena (1958–1959) und an der Technischen Universität Dresden (1961–1966; Abschluss mit dem Grad Diplom-Biologe).
Von 1966 bis 1977 war er wissenschaftlicher Assistent und Oberassistent am Zoologischen Institut, später Bereich Biologie der Fakultät für Forstwirtschaft in Tharandt der Technischen Universität Dresden. Dort wurde Klausnitzer 1969 mit der Dissertation Zur Larvalsystematik der mitteleuropäischen Coccinellidae unter Einbeziehung der Eimorphologie und der Parasiten zum Dr. rer. nat. promoviert. Die Promotion B zum Dr. sc. nat., die der Habilitation entsprach, schloss er an der Humboldt-Universität Berlin 1975 mit der Schrift Zur Problematik der Anwendung der Theorie der phylogenetischen Systematik innerhalb von Gattungen, dargestellt am Beispiel der Gattung Helodes Latreille, 1796 (Coleoptera, Helodidae) ab.
Ab 1977 war Bernhard Klausnitzer ordentlicher Universitätsdozent für Ökologie und Zootaxonomie an der Universität Leipzig, wo er 1983 zum ordentlichen Universitätsprofessor für Ökologie und Zootaxonomie berufen wurde und bis 1991 tätig war. 1992 gründete er ein selbständiges Institut für Ökologie und Entomologie in Dresden.
Schwerpunkte seiner dortigen Forschung sind Coccinellidae, Scirtidae, aquatische und xylobionte Familien, Larven der Coleoptera und Stadtökologie.
Er ist Mitglied mehrerer entomologischer, zoologischer und ökologischer Gesellschaften des In- und Auslandes, Präsident des Ständigen Internationalen Organisationskomitees der SIEEC und Vorsitzender der Entomofaunistischen Gesellschaft e. V. Ferner ist er Herausgeber, Schriftleiter oder Mitherausgeber der „Entomofauna Germanica“, der „Entomologische Nachrichten und Berichte“ und „Entomologischen Blätter für Biologie und Systematik der Käfer“.
Die Deutsche Gesellschaft für allgemeine und angewandte Entomologie ehrte ihn im Jahr 2001 mit der Verleihung der Fabricius-Medaille. 2008 erhielt er von der Universität Greifswald die Ehrendoktorwürde.

## Veröffentlichungen
- Die Bockkäfer (Cerambycidae) Mitteleuropas (= Die Neue Brehm-Bücherei. Band 499). 3., stark überarbeitete und erweiterte Auflage. Wolf, Magdeburg 2015[3]
- Kiefernheide und Teichgebiet in der Oberlausitz. Führer durch den 1. Teil der Naturwissenschaftlichen Abteilung des Stadtmuseums Bautzen. Natura lusatica (Heft 7), Bautzen 1965
- Zur Larvalsystematik der mitteleuropäischen Coccinellidae unter Einbeziehung der Eimorphologie und der Parasiten, Dissertation, Dresden 1969
- zusammen mit Hertha Klausnitzer: Marienkäfer. Coccinellidae (= Die Neue Brehm-Bücherei. Band 451). Wittenberg Lutherstadt 1972 (4., überarbeitete Auflage Magdeburg 1997, ISBN 3-89432-812-6)
- Zur Problematik der Anwendung der Theorie der phylogenetischen Systematik innerhalb von Gattungen, dargestellt am Beispiel der Gattung Helodes Latreille, 1796 (Coleoptera, Helodidae), Dissertation, Berlin 1975
- zusammen mit S. Bilý: Ordnung Coleoptera. Larven. Bestimmungsbücher zur Bodenfauna Europas (Lieferung 10), Berlin 1978
- zusammen mit Friedrich Sander, Dietmar Königstedt und O. Jarisch: Die Bockkäfer Mitteleuropas. Cerambycidae (= Die Neue Brehm-Bücherei. Band 499). Wittenberg Lutherstadt 1978
- Hundert Tips für den Insektenfreund, Leipzig, Jena und Berlin 1980
- zusammen mit Traudl Schneehagen (Zeichnungen/Gestaltung): Wunderwelt der Käfer. Leipzig 1981 (2. Auflage unter dem Titel Käfer. Hamburg 2005, ISBN 978-3-937872-15-5 oder ISBN 3-937872-15-9)
- zusammen mit Klaus Richter, Traudl Schneehagen und Manfred Förster: Stammesgeschichte der Gliedertiere. Articulata (= Die Neue Brehm-Bücherei. Band 541.), Wittenberg Lutherstadt 1981
- Die Hirschkäfer oder Schröter. Lucanidae, (= Die Neue Brehm-Bücherei. Band 551). Westarp Wissenschaften, Hohenwarsleben, 4. überarb. u. erweit. Aufl. 2008, ISBN 3-89432-451-1
- Käfer im und am Wasser (= Die neue Brehm-Bücherei. Band 567), Wittenberg Lutherstadt 1984 (2., überarbeitete Auflage Magdeburg, Heidelberg, Berlin und Oxford 1996, ISBN 3-89432-478-3)
- Ökologie der Großstadtfauna, Jena 1987 (2., bearbeitete und erweiterte Auflage, Jena und Stuttgart 1993, ISBN 3-334-60395-4)
- zusammen mit Manfred Förster (Fotos) und Traudl Schneehagen (Gestaltung und Zeichnungen): Insekten. Biologie und Kulturgeschichte. Leipzig 1987
- Verstädterung von Tieren (= Die Neue Brehm-Bücherei. Band 579). Wittenberg Lutherstadt 1988 (2. Auflage, Wittenberg Lutherstadt 1989, ISBN 3-7403-0019-1)
- Entomologie für Forstingenieure. Lehrbeitrag, Lützschena [1989]
- Die Larven der Käfer Mitteleuropas, 6 Bände, Jena, Stuttgart, Lübeck, Ulm u. a. 1991–2001
- Käfer, früher u.d.T.: Wunderwelt der Käfer, 2. Aufl., Nikol, Hamburg 2005, ISBN 3-937872-15-9

Daneben führte Klausnitzer das 1965 von Heinz Freude begründete, mehrbändige Standardwerk Die Käfer Mitteleuropas fort und bearbeitete Hautflügler, Band 9 der Reihe Pflanzenschädlinge (Leipzig und Radebeul 1978) sowie die deutsche Ausgabe des von Bohumil Starý herausgegebenen Atlas nützlicher Forstinsekten (Užitečný hmyz v ochraně lesa, Berlin 1990, ISBN 3-331-00499-5).